# بئر عبد الله
بئر عبد الله (أو بير عبد الله) هي منطقة تقع في جنوب تونس، في شمال أفريقيا . تقع عند 35° 33' 10" شمالًا، و9° 56' 28" شرقًا.
يحتوي الموقع على بئر من العصور القديمة ويقع بالقرب من الميجبرة وغدير المحفورة وفدان البقار. تقع على بعد 15 كيلومتر (590,000,000 mil) جنوب غرب القيروان.

## التاريخ
تنتشر مجموعة من الآثار الرومانية على الضفة المقابلة لوادي الهاتش. في عهد الإمبراطورية الرومانية، كانت بئر عبد الله موقعًا لمدينة رومانية كانت مقرًا لأسقفية مسيحية قديمة، والتي بقيت حتى يومنا هذا كمقر فخري للكنيسة الرومانية الكاثوليكية.
تغير تاريخ المدينة إلى الأبد مع تأسيس القيروان حوالي عام 670، عندما اختار القائد العربي عقبة بن نافع أمير معاوية قرية كمونية القريبة كموقع لمركز عسكري لفتح المغرب الأقصى. تعتبر القيروان اليوم إحدى المدن المهمة في الإسلام .

## المناخ
| البيانات المناخية لـBir Abdullah (1961–1990)                      | البيانات المناخية لـBir Abdullah (1961–1990) | البيانات المناخية لـBir Abdullah (1961–1990) | البيانات المناخية لـBir Abdullah (1961–1990) | البيانات المناخية لـBir Abdullah (1961–1990) | البيانات المناخية لـBir Abdullah (1961–1990) | البيانات المناخية لـBir Abdullah (1961–1990) | البيانات المناخية لـBir Abdullah (1961–1990) | البيانات المناخية لـBir Abdullah (1961–1990) | البيانات المناخية لـBir Abdullah (1961–1990) | البيانات المناخية لـBir Abdullah (1961–1990) | البيانات المناخية لـBir Abdullah (1961–1990) | البيانات المناخية لـBir Abdullah (1961–1990) | البيانات المناخية لـBir Abdullah (1961–1990) |
| الشهر                                                             | يناير                                        | فبراير                                       | مارس                                         | أبريل                                        | مايو                                         | يونيو                                        | يوليو                                        | أغسطس                                        | سبتمبر                                       | أكتوبر                                       | نوفمبر                                       | ديسمبر                                       | المعدل السنوي                                |
| ----------------------------------------------------------------- | -------------------------------------------- | -------------------------------------------- | -------------------------------------------- | -------------------------------------------- | -------------------------------------------- | -------------------------------------------- | -------------------------------------------- | -------------------------------------------- | -------------------------------------------- | -------------------------------------------- | -------------------------------------------- | -------------------------------------------- | -------------------------------------------- |
| الدرجة القصوى °م (°ف)                                             | 30.0 (86.0)                                  | 34.0 (93.2)                                  | 38.9 (102.0)                                 | 37.8 (100.0)                                 | 44.0 (111.2)                                 | 47.0 (116.6)                                 | 47.5 (117.5)                                 | 48.1 (118.6)                                 | 45.0 (113.0)                                 | 40.0 (104.0)                                 | 36.0 (96.8)                                  | 29.0 (84.2)                                  | 48.1 (118.6)                                 |
| متوسط درجة الحرارة الكبرى °م (°ف)                                 | 16.9 (62.4)                                  | 18.3 (64.9)                                  | 20.2 (68.4)                                  | 23.3 (73.9)                                  | 28.3 (82.9)                                  | 32.9 (91.2)                                  | 36.8 (98.2)                                  | 36.3 (97.3)                                  | 31.9 (89.4)                                  | 26.5 (79.7)                                  | 21.6 (70.9)                                  | 17.8 (64.0)                                  | 25.9 (78.6)                                  |
| المتوسط اليومي °م (°ف)                                            | 11.5 (52.7)                                  | 12.6 (54.7)                                  | 14.2 (57.6)                                  | 16.9 (62.4)                                  | 21.0 (69.8)                                  | 25.4 (77.7)                                  | 28.5 (83.3)                                  | 28.7 (83.7)                                  | 25.4 (77.7)                                  | 20.8 (69.4)                                  | 15.9 (60.6)                                  | 12.5 (54.5)                                  | 19.4 (66.9)                                  |
| متوسط درجة الحرارة الصغرى °م (°ف)                                 | 6.2 (43.2)                                   | 6.9 (44.4)                                   | 8.2 (46.8)                                   | 10.6 (51.1)                                  | 14.1 (57.4)                                  | 17.9 (64.2)                                  | 20.6 (69.1)                                  | 21.1 (70.0)                                  | 19.1 (66.4)                                  | 15.0 (59.0)                                  | 10.3 (50.5)                                  | 7.2 (45.0)                                   | 13.1 (55.6)                                  |
| أدنى درجة حرارة °م (°ف)                                           | −4.5 (23.9)                                  | −3.0 (26.6)                                  | −3.0 (26.6)                                  | 0.0 (32.0)                                   | 4.0 (39.2)                                   | 6.5 (43.7)                                   | 8.0 (46.4)                                   | 12.0 (53.6)                                  | 9.0 (48.2)                                   | 5.5 (41.9)                                   | −3.0 (26.6)                                  | −3.5 (25.7)                                  | −4.5 (23.9)                                  |
| الهطول مم (إنش)                                                   | 24.0 (0.94)                                  | 23.9 (0.94)                                  | 33.1 (1.30)                                  | 29.8 (1.17)                                  | 18.9 (0.74)                                  | 10.5 (0.41)                                  | 6.7 (0.26)                                   | 13.3 (0.52)                                  | 39.0 (1.54)                                  | 49.2 (1.94)                                  | 28.9 (1.14)                                  | 35.4 (1.39)                                  | 312.7 (12.31)                                |
| متوسط أيام هطول الأمطار                                           | 4                                            | 5                                            | 5                                            | 5                                            | 4                                            | 2                                            | 1                                            | 2                                            | 4                                            | 5                                            | 4                                            | 4                                            | 45                                           |
| متوسط الرطوبة النسبية (%)                                         | 64                                           | 62                                           | 62                                           | 61                                           | 58                                           | 53                                           | 49                                           | 53                                           | 59                                           | 65                                           | 65                                           | 65                                           | 60                                           |
| ساعات سطوع الشمس الشهرية                                          | 186.0                                        | 190.4                                        | 226.3                                        | 252.0                                        | 300.7                                        | 324.0                                        | 362.7                                        | 334.8                                        | 270.0                                        | 235.6                                        | 207.0                                        | 186.0                                        | 3٬075٫5                                      |
| ساعات سطوع الشمس اليومية                                          | 6.0                                          | 6.8                                          | 7.3                                          | 8.4                                          | 9.7                                          | 10.8                                         | 11.7                                         | 10.8                                         | 9.0                                          | 7.6                                          | 6.9                                          | 6.0                                          | 8.4                                          |
| المصدر #1: NOAA                                                   |                                              |                                              |                                              |                                              |                                              |                                              |                                              |                                              |                                              |                                              |                                              |                                              |                                              |
| المصدر #2: الأرصاد الجوية الألمانية (الحالات المتطرفة، 1901–1990) |                                              |                                              |                                              |                                              |                                              |                                              |                                              |                                              |                                              |                                              |                                              |                                              |                                              |